# Peep Show

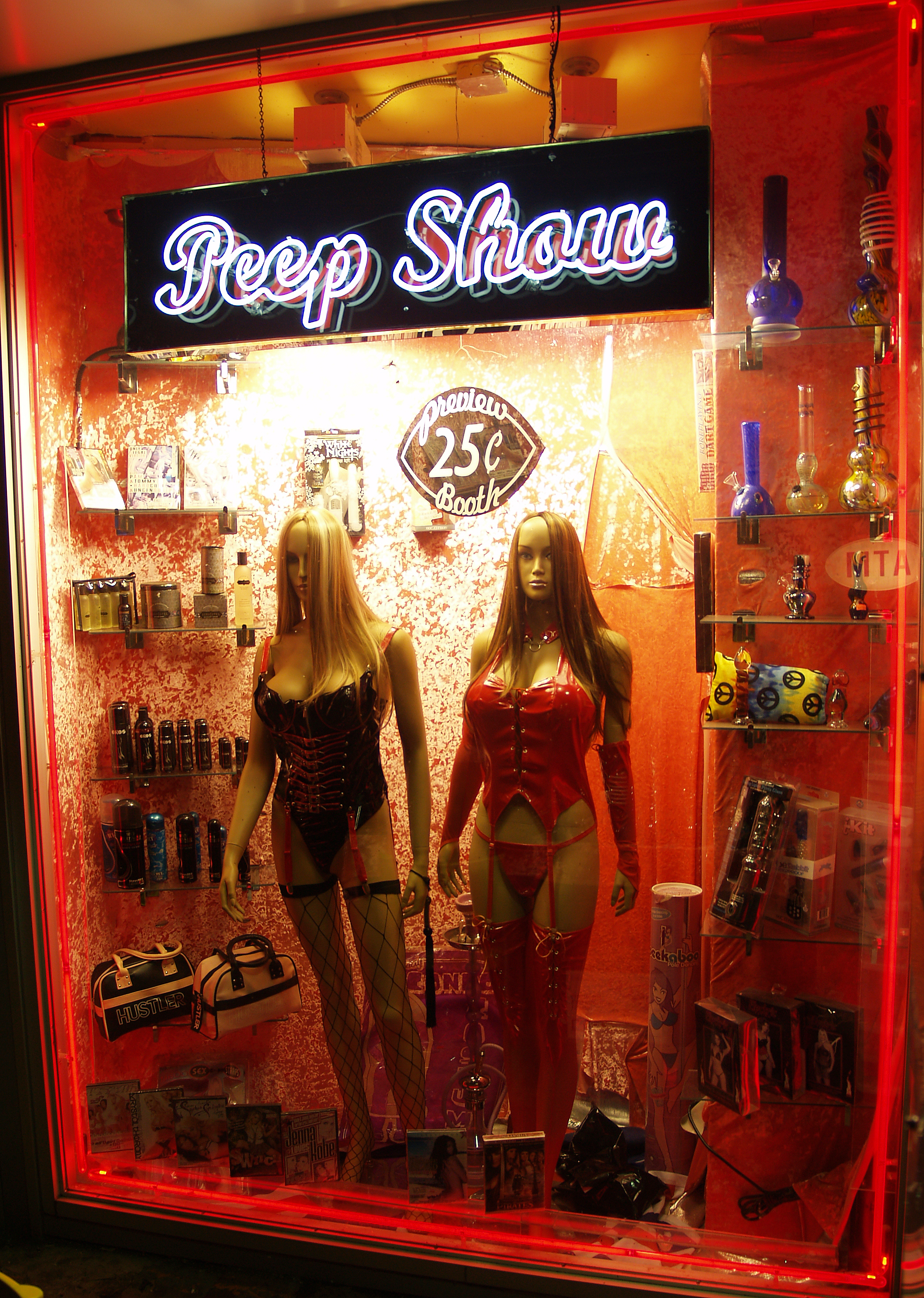
Una sex shop anunciando tipos de peep show.

Un peep show o peepshow es una exposición de fotografías, objetos o personas visualizada a través de una pequeña mirilla o lente de aumento. Puede tener su precedente en los entretenimientos proporcionados por artistas ambulantes y los espectáculos callejeros.
En el uso idiomático, el término inglés «peep show» podría traducirse como espectáculo sicalíptico, es decir, espectáculo que contiene malicia sexual o picardía erótica. En Japón, el término soft ecchi se aplica a aquel manga y/o anime que contiene pornografía suave y «sitcoms». En Canadá y Reino Unido, existe una serie de contenidos ‘sitcom’ del mismo nombre.

## Precedentes
El peep show, también conocido en la cultura anglosajona como peep box (caja de sorpresas) o raree show (espectáculo de rarezas), puede asociar su origen con los tutilimundi del siglo XIX. También se han relacionado con espectáculos chinos «yang p'ien» (diapositivas accionadas por manivelas); o con los ingenios que en Siria, Líbano y el Imperio Otomano se llamaban «sanduk al-ajayib» («la caja maravillosa»), en los que se narraban historias relacionadas con la religión y sus creencias. 

## Shows eróticos

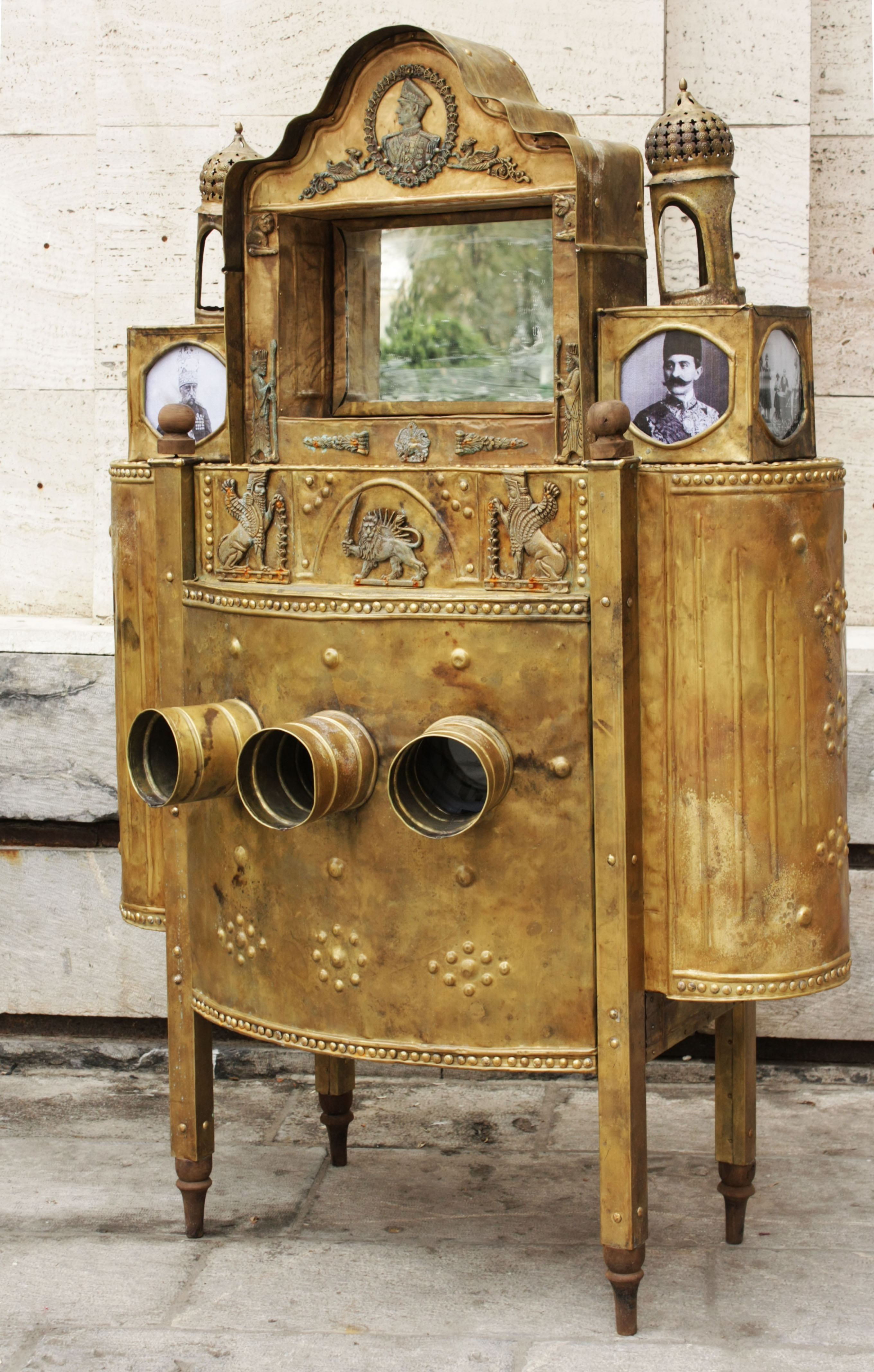
Una máquina de peep show en el Palacio de Golestán, Teherán

En los peep shows se han utilizado imágenes eróticas y pornográficas (como la pionera filmación de los años 1900 titulada What the Butler Saw ( Lo que el mayordomo vio), desde antes del inicio del siglo XX.
En su uso contemporáneo, un peep show es una presentación por partes de cine pornográfico o de un sex show en vivo que se ven a través de una mirilla o un visor, que se cierran después de que el tiempo pagado ha expirado. Tradicionalmente, las mirillas de visualización solían ser operadas por un dispositivo activado con monedas, o mediante el pago en un mostrador.
Para espectáculos en vivo, las cabinas suelen rodear un escenario en el que generalmente una intérprete realiza un estriptis y poses sexualmente explícitas. En algunos países, las artistas femeninas a veces también realizan relaciones sexuales con actores masculinos en el escenario. En algunos casos, las cabinas incluyen dispensadores de toallas de papel, para los clientes que se masturben. Un cliente y una intérprete o ejecutante pueden acordar mutuamente una tarifa especial para un "baile privado", que puede tener lugar en un lugar del establecimiento con una ventana sin tintar y espacio para que se siente un solo espectador.